# Филармония-2
Филармония-2 — концертный комплекс Московской государственной академической филармонии, расположенный на Юго-Западе Москвы в Олимпийской деревне.

## История
Здание, спроектированное архитекторами О. Г. Кедреновским, Т. В. Малярчуком и Н. П. Гадзецкой, было введено в эксплуатацию как культурный центр в составе Олимпийской деревни в 1980 году к летним Олимпийским играм в Москве. После Олимпиады зал был отдан Госконцерту для выступления музыкальных и театральных коллективов и известных артистов.
C 2002 по 2014 год в здании концертного зала располагался Государственный музыкальный театр национального искусства под управлением Владимира Назарова. Весной 2014 года здание передали Московской филармонии.
Здание было реконструировано: проведена перепланировка пространственной концепции, заменены кресла, площадка оборудована новой световой и звуковой техникой. Особое внимание было уделено работе над акустическими параметрами зала: все действия по реконструкции зала и сцены проводились архитекторами в тесном сотрудничестве с международной командой профессионалов‑акустиков.
Помимо четырёх залов, комплекс включает три репетиционные площадки, административные помещения и кафе.

## Залы

### Концертный зал имени С. В. Рахманинова
Вместимость — 1050 мест.

Торжественное открытие состоялось в январе 2015 года. После открытия зал получили имя Сергея Рахманинова. За первый год после в зале успели выступить именитые артисты как Денис Мацуев, Дмитрий Хворостовский, Борис Березовский, Юрий Башмет, Владимир Спиваков. Все они отмечали прекрасную акустику зала и преимущество расположения зала не в центре города.
«Замечательный зал, с хорошей акустикой. Не сомневаюсь, что армию любителей музыки пополнят жители Новой Москвы, которым гораздо удобнее доехать до Олимпийской деревни, чем до центра города, где сконцентрированы главные концертные площадки». — Денис Мацуев.
1 апреля 2018 года, в день 145-летия Сергея Рахманинова, в фойе зала был открыт барельеф. Автор работы — скульптор Андрей Коробцов.
В октябре 2018 года концертный зал получил орган компании OrgelbauVleugels.

### Малый зал
Универсальный камерный зал-амфитеатр для проведения концертов и спектаклей. Вместимость — 200 мест.

### Игровой зал
Концертно-театральное пространство для маленьких детей. Вмещает порядка 60 мест.

### Виртуальный зал
Кинотеатр на 150 мест. Предназначен для показа оперных и драматических спектаклей, шедевров мирового кинематографа, мюзиклов, арт-лекториев, записей концертов и прямых трансляций из Концертного зала имени Чайковского.